# Henri-Jean Lafontaine
Henri-Jean Lafontaine, francoski general, * 22. junij 1882, † 23. junij 1966.